# Drágszél
Drágszél é um município da Hungria, situado no condado de Bács-Kiskun. Tem 12,59 km² de área e sua população em 2015 foi estimada em 306 habitantes.